# Izgrew (obwód Szumen)
Izgrew (bułg. Изгрев) – wieś w Bułgarii, w obwodzie Szumen, w gminie Wenec. W 2024 roku liczyła 1139 mieszkańców.